# Ulster Resistance
L'Ulster Resistance (in inglese: Resistenza dell'Ulster) è un'organizzazione politica e militare nordirlandese di idee unioniste.